# Copa FMF de 2017
A Copa FMF de 2017 foi um torneio de futebol realizado pela Federação Matogrossense de Futebol (FMT) de 16 de setembro até dezembro. Foi disputada por 7 times. O campeão ganhou o direito de participar da Copa do Brasil de 2018.

## Formato
Disputado em turno único na primeira fase, e mata-mata a partir da semifinal.

## Critérios de desempate

### 1ª Fase
1. Maior número de vitórias
2. Maior saldo de gols
3. Maior número de gols pró (marcados)
4. Maior número de pontos no confronto direto
5. Maior saldo de gols no confronto direto
6. Sorteio

### Fases finais
1. Maior número de pontos
2. Maior saldo de gols
3. Disputa de pênaltis

## Equipes participantes
| Equipe                    | Cidade             | Estádio          | Capacidade | Títulos               |
| ------------------------- | ------------------ | ---------------- | ---------- | --------------------- |
| Cacerense Esporte CLube   | Cáceres            | Geraldão         | 6 500      | 1 (2006)              |
| Cuiabá Esporte Clube      | Cuiabá             | Arena Pantanal   | 44 000     | 2 (2010 e 2016)       |
| Clube Esportivo Dom Bosco | Cuiabá             | Arena Pantanal   | 44 000     | 1 (2015)              |
| Luverdense Esporte Clube  | Lucas do Rio Verde | Passo das Emas   | 6 000      | 3 (2004, 2007 e 2011) |
| Mixto Esporte Clube       | Cuiabá             | Dutrinha         | 3 500      | 1 (2012)              |
| Sinop Futebol Clube       | Sinop              | Gigante do Norte | 13 000     | 0 (Nenhum)            |
| União Esporte Clube       | Rondonópolis       | Caldeirão        | 18 000     | 0 (Nenhum)            |

- Operário Futebol Clube (Mato Grosso)  e  Clube Esportivo Operário Várzea-Grandense desistiram de disputar a competição[3]